# Konstantin Lerner
Konstantin Zaivelevich Lerner (en ukrainien : Костянтин Зайвелевіч Лернер, en russe : Константин Зайвелевич Лернер ; né le 28 février 1950 à Odessa - mort le 24 septembre 2011 à Herzliya) est un joueur d'échecs soviétique, puis ukrainien qui fut grand maître international à partir de 1986.

## Biographie et carrière
Konstantin Lerner remporta deux fois le Championnat d'échecs de RSS d'Ukraine (en 1978 et 1982,).
Il participa plusieurs fois aux Championnats d'Union soviétique, et ses meilleures performances furent une deuxième place à Lviv en 1984, le titre revenant à Andreï Sokolov, une deuxième place ex æquo en 1986 (le titre étant remporté par Vitali Tsechkovski) et une sixième place en 1989.
Il obtint le titre de Maître international en 1978 (MI), et de Grand maître international (GMI) en 1986.
Lerner a remporté ou partagé la première place dans de nombreux tournois, notamment à
- Polanica-Zdrój (mémorial Rubinstein) en 1985 et 1986,
- à Tallinn (1986),
- Moscou (1986),
- Gênes (1989),
- Copenhague (Coupe Politiken) en 1990,
- Gausdal (1992),
- Mykolaïv (1995),
- Berlin (1997),
- Graz (1997),
- Recklinghausen (1999)[5],
- Bad Wörishofen (2000),
- Tel Aviv (2001 et 2002),
- Rishon LeZion (2004),
- Givatayim (2005)
- Herzliya (2005).

Lerner s'installe en Israël à partir de 2001, et y vécut jusqu'à son décès en septembre 2011.